# Forcados (rivier)
De Forcados is een 198 km lange rivier in het zuiden van Nigeria. Het gaat om een aftakking van de Niger, die belangrijk is voor de scheepvaart.
De rivier begint ongeveer 32 km stroomafwaarts van Aboh. De Forcados ligt in de Nigerdelta en stroomt door zoetwater- en mangrovenmoerassen en langs zandruggen. De rivier mondt uit in de Baai van Benin.
Havens aan de Forcados zijn Burutu en Forcados. Die laatste haven is sinds 1971 een belangrijke overslagplaats voor aardolie. Ook voor de haven van Warri is de Forcados belangrijk. Schepen uit Warri bereiken langs de rivier Warri en de Forcados de Golf van Guinee.